# روبرت ونايت
روبرت ونايت (بالإنجليزية: Robert Knight)‏ (20 نوفمبر 1957 في أستراليا - ) هو لاعب كريكت أسترالي. لعب مع فريق تسمانيا للكريكت.

## وصلات خارجية
- روبرت ونايت على موقع إي آس بي آن كريك إنفو (الإنجليزية)